# Les Fils à maman (chaîne de restaurants)
Ne doit pas être confondu avec Le Fils à maman.
Les Fils à maman est le nom d'une enseigne portée par une chaîne française de restaurants. Le premier restaurant a ouvert en 2008 à Paris, et l'enseigne compte en 2020, 22 restaurants.

## Historique
- Décembre 2008 : Ouverture du premier restaurant Les Fils à Maman à Paris[1].
- Juillet 2012 : mise en place de la franchise[2].

## Implantations
En 2020, l'enseigne est implantée à Hong Kong, à Bruxelles, et possède en France 22 établissements dans 18 villes françaises : Paris, Nantes, La Baule, La Rochelle, Toulouse, Bordeaux, Montpellier, Grenoble, Lyon, Dijon, Tours, Lille, Rouen, Caen, Orléans, Aix-en-Provence, Rennes, Le Mans.